# Selambina cuprea
Selambina cuprea är en fjärilsart som beskrevs av Jones 1914. Selambina cuprea ingår i släktet Selambina och familjen nattflyn. Inga underarter finns listade.